# Ablabera flavoclypeata
Ablabera flavoclypeata är en skalbaggsart som beskrevs av Hans Daniel Johan Wallengren 1881. Ablabera flavoclypeata ingår i släktet Ablabera och familjen Melolonthidae. Inga underarter finns listade i Catalogue of Life.